# George Dobson
George David Dobson (Harold Wood, 15 novembre 1997) è un calciatore inglese, centrocampista o difensore del Wrexham.

## Carriera
Cresciuto nei settori giovanili di Arsenale West Ham Utd, il 29 giugno 2016 viene ceduto in prestito al Walsall, con cui inizia la carriera professionistica. Il 16 luglio 2017 viene acquistato dallo Sparta Rotterdam, con cui firma un biennale con opzione; poco impiegato dagli olandesi, il 3 gennaio 2018 fa ritorno al Walsall, con cui firma per due stagioni.
Il 24 luglio 2019 viene ceduto al Sunderland, con cui firma un triennale; il 22 gennaio 2021 si trasferisce in prestito all'AFC Wimbledon. Il 1º luglio seguente passa al Charlton, con cui si lega per due stagioni. Impostosi subito come titolare nel ruolo, a partire dal dicembre del 2022 diventa il capitano della squadra; dopo aver prolungato il contratto per un'ulteriore stagione, l'11 febbraio 2024 si accorda con il Fehérvár per passare nel club ungherese a partire dal successivo mese di luglio, ma il trasferimento non si concretizza per motivi personali.
Il 6 luglio, rimasto svincolato, si accorda quindi con il Wrexham, con cui firma un triennale.

## Statistiche

### Presenze e reti nei club
Statistiche aggiornate al 7 luglio 2025.
| Stagione          | Squadra           | Campionato        | Campionato | Campionato | Coppe nazionali | Coppe nazionali | Coppe nazionali | Coppe continentali | Coppe continentali | Coppe continentali | Altre coppe | Altre coppe | Altre coppe | Totale | Totale | Totale |
| Stagione          | Squadra           | Comp              | Pres       | Reti       | Comp            | Pres            | Reti            | Comp               | Pres               | Reti               | Comp        | Pres        | Reti        | Pres   | Reti   |        |
| ----------------- | ----------------- | ----------------- | ---------- | ---------- | --------------- | --------------- | --------------- | ------------------ | ------------------ | ------------------ | ----------- | ----------- | ----------- | ------ | ------ | ------ |
| 2016-2017         | Walsall           | FL1               | 21         | 1          | FACup+CdL       | 0+1             | 0               | -                  | -                  | -                  | FLT         | 4           | 0           | 26     | 1      |        |
| 2017-gen. 2018    | Sparta Rotterdam  | E                 | 5          | 0          | CO              | 0               | 0               | -                  | -                  | -                  | -           | -           | -           | 5      | 0      |        |
| gen.-giu. 2018    | Walsall           | FL1               | 21         | 1          | FACup+CdL       | -               | -               | -                  | -                  | -                  | EFLT        | -           | -           | 21     | 1      |        |
| 2018-2019         | Walsall           | FL1               | 39         | 0          | FACup+CdL       | 3+2             | 0               | -                  | -                  | -                  | EFLT        | 0           | 0           | 44     | 0      |        |
| Totale Walsall    | Totale Walsall    | Totale Walsall    | 81         | 2          |                 | 6               | 0               |                    | -                  | -                  |             | 4           | 0           | 91     | 2      |        |
| 2019-2020         | Sunderland        | FL1               | 29         | 0          | FACup+CdL       | 1+4             | 0+1             | -                  | -                  | -                  | EFLT        | 2           | 0           | 36     | 1      |        |
| 2020-gen. 2021    | Sunderland        | FL1               | 5          | 0          | FACup+CdL       | 1+1             | 0               | -                  | -                  | -                  | EFLT        | 4           | 1           | 11     | 1      |        |
| Totale Sunderland | Totale Sunderland | Totale Sunderland | 34         | 0          |                 | 7               | 1               |                    | -                  | -                  |             | 6           | 1           | 47     | 2      |        |
| gen.-giu. 2021    | AFC Wimbledon     | FL1               | 24         | 1          | FACup+CdL       | -               | -               | -                  | -                  | -                  | EFLT        | -           | -           | 24     | 1      |        |
| 2021-2022         | Charlton          | FL1               | 38         | 1          | FACup+CdL       | 2+1             | 0               | -                  | -                  | -                  | EFLT        | 2           | 0           | 43     | 1      |        |
| 2022-2023         | Charlton          | FL1               | 45         | 1          | FACup+CdL       | 3+5             | 0               | -                  | -                  | -                  | EFLT        | 0           | 0           | 53     | 1      |        |
| 2023-2024         | Charlton          | FL1               | 43         | 2          | FACup+CdL       | 2+0             | 1+0             | -                  | -                  | -                  | EFLT        | 3           | 1           | 48     | 4      |        |
| Totale Charlton   | Totale Charlton   | Totale Charlton   | 126        | 4          |                 | 13              | 1               |                    | -                  | -                  |             | 5           | 1           | 144    | 6      |        |
| 2024-2025         | Wrexham           | FL1               | 42         | 1          | FACup+CdL       | 1+1             | 0               | -                  | -                  | -                  | EFLT        | 4           | 1           | 48     | 2      |        |
| Totale carriera   | Totale carriera   | Totale carriera   | 312        | 8          |                 | 28              | 2               |                    | -                  | -                  |             | 19          | 3           | 359    | 13     |        |